# Aya Ohori
Aya Ohori (en japonés: 大堀彩, Ohori Aya; 2 de octubre de 1996) es una deportista japonesa que compite en bádminton. En los Juegos Asiáticos consiguió tres medallas, una de oro en 2018 y dos de bronce en 2022.

## Palmarés internacional
| Juegos Asiáticos | Juegos Asiáticos    | Juegos Asiáticos  | Juegos Asiáticos |
| Año              | Lugar               | Medalla           | Prueba           |
| ---------------- | ------------------- | ----------------- | ---------------- |
| 2018             | Yakarta (Indonesia) | Medalla de oro    | Equipo           |
| 2022             | Hangzhou (China)    | Medalla de bronce | Individual       |
| 2022             | Hangzhou (China)    | Medalla de bronce | Equipo           |